# 間瀬正明

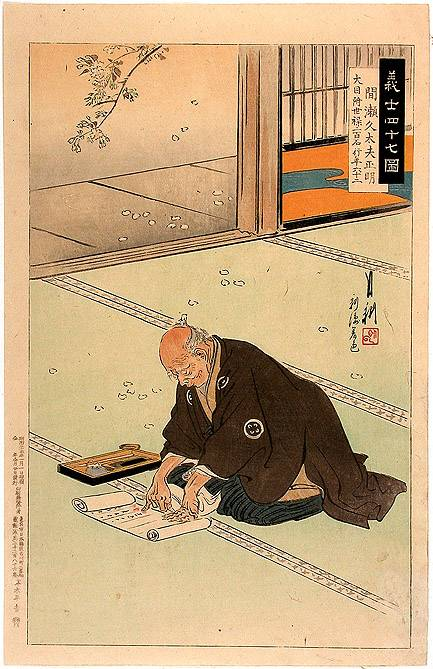
『義士四十七図　間瀬久太夫正明』（尾形月耕画）

間瀬 正明（ませ まさあき、寛永18年（1641年） - 元禄16年2月4日（1703年3月20日））は、江戸時代前期の武士。赤穂浪士四十七士の一人。通称は久大夫、久太夫（きゅうだゆう）。間瀬の読みは一説に「まなせ」。変名は、三橋浄貞。

## 生涯
寛永18年（1641年）、赤穂浅野家臣・間瀬権大夫の長男として誕生。母は浅野家家臣多川九左衛門の娘。正保2年（1645年）に父が隠居したため家督相続。赤穂藩では200石の藩大目付（役料10石）。刈部弥次郎の娘を妻に迎え、その間に間瀬正辰と間瀬正岑を儲けた。
元禄14年（1701年）3月14日、主君・浅野長矩が吉良義央に刃傷に及んだ際には赤穂にいた。4月18日には収城目付荒木政羽らの城検分の案内をしている。大石良雄に神文血判を提出して赤穂藩の飛び領の加東郡の本徳寺領へ移った。老齢ながら忠義の心は厚く、大石にたびたび決起を迫った。元禄15年（1702年）8月には一族の多川九左衛門が脱盟しているが、間瀬親子は残った。9月には息子の正辰が江戸へ下向し、10月には久大夫も江戸下向した。三橋浄貞と称して新麹町四丁目の中村正辰の借家に入った。なお、三橋は祖父の苗字であった。
吉良邸へ討ち入り、武林隆重が吉良義央を斬殺し、一同がその首をあげたあとは、熊本藩主細川綱利の屋敷へ預けられた。細川家では腹痛で下痢をしており、「粗相をしかねないのでよろしく」と接待担当の堀内伝右衛門に言っている。元禄16年（1703年）2月4日に細川家家臣・本庄喜助の介錯で切腹した。享年63。主君・浅野長矩と同じ高輪泉岳寺に葬られた。法名は刃誉道剣信士。

## 後史
なお、次男の間瀬貞八正岑は幼いため討ち入りには加わらなかったが、父や兄の切腹後、一族連座して伊豆大島へ流された。大島では伊豆代官手代の小長谷勘左衛門の厳しい監視を受け、開墾や畑仕事などにも従事した （島では元禄3年（1690年）に塩竃が破損し、大島の特産である塩の製造が休止した）。
その後、伊豆大島へ流された赤穂浪士の遺児（ほかに吉田兼直、中村忠三郎、村松政右衛門）は、宝永3年（1706年）8月に桂昌院の一周忌に当たり大赦令で赦免されたが、正岑だけは既に金子と糧米も尽き果て、蓆を打ち蓬を編んで鹹風蜑雨と闘ったが、衰弱して痩羸死していた。

## 創作
間瀬正明の甥・大助は泥酔して木村貞行に絡み、木村に斬殺されている。　　　　　　　　　　　　　　　　　　　　　　　　　　　　　　　　　　　　　　　　　　　　　　　　　　　　　　　　　　　　　　　　　　　　　　　　　　　　　　　　　　　　　　　　　　　　　　　　　　　　　　　　　　　　　　　　　　　　　　　　　　　　　　　　　　　　　　　　　　　　　　　　　　　　　　　　　　　　　　　　　　　　　　　　　　　　　　　　　　　　　　　　　　　　　　　　　　　　　　　　　　　　　　　　　　　　　　　　　　　　　　　　　　　　　　　　　 　　　　　　　　　　　　　　　　　　　　　　　　　　　　　　　　　　　　　　　　　　　　　　　　　　　　　　　　　　　　　　　　　　　　　　　　　　　　　　　　　　　　　　　　　　　　　　　　　　　　　　　　　　　　　　　　　　　　　　　　　　　　　　　　　　　　　　　　　　　　　